# ルイジアナ州副知事
ルイジアナ州副知事 (Lieutenant Governor of Louisiana) は、アメリカ合衆国ルイジアナ州の副知事である。

## 一覧
| No. | 氏名                              | 就任   | 退任   | 政党               | 知事                                          |
| --- | --------------------------------- | ------ | ------ | ------------------ | --------------------------------------------- |
| 1   | トラシモンド・ランドリー          | 1846年 | 1850年 | ホイッグ           | アイザック・ジョンソン                        |
| 2   | ジャン・バティスト・プロシェ      | 1850年 | 1853年 | 独立               | ジョゼフ・マーシャル・ウォーカー              |
| 3   | ウィリアム・ウッド・ファーマー    | 1853年 | 1854年 | 民主党             | ポール・オクターヴ・エベール                  |
| 4   | ロバート・C・ウィクリフ           | 1854年 | 1856年 | 民主党             | ポール・オクターヴ・エベール                  |
| 5   | チャールズ・ホーマー・ムートン    | 1856年 | 1856年 | 民主党             | ロバート・C・ウィクリフ                       |
| 6   | ウィリアム・F・グリフィン         | 1856年 | 1860年 | 民主党             | ロバート・C・ウィクリフ                       |
| 7   | ヘンリー・M・ハイアムズ           | 1860年 | 1864年 | 民主党             | トーマス・オーヴァートン・ムーア              |
| 8   | ベンジャミン・W・ピアース         | 1864年 | 1865年 | 民主党             | ヘンリー・ワトキンズ・アレン                  |
| 9   | ジェームズ・M・ウェルズ           | 1864年 | 1865年 | 共和党             | マイケル・ハーン                              |
| 10  | アルバート・ヴォーヒーズ          | 1865年 | 1866年 | 共和党             | ジェームズ・マディソン・ウェルズ              |
| 11  | オスカー・J・ダン                 | 1868年 | 1872年 | 共和党             | ヘンリー・C・ウォーモス                       |
| 12  | P・B・S・ピンチバック             | 1872年 | 1873年 | 共和党             | ヘンリー・C・ウォーモス                       |
| 13  | デイヴィッドソン・B・ペン         | 1873年 | 1873年 | 民主党、自由共和党 | ジョン・マッケン                              |
| 14  | C・C・アントワーヌ                | 1873年 | 1877年 | 共和党             | ウィリアム・P・ケロッグ                       |
| 14  | C・C・アントワーヌ                | 1873年 | 1877年 | 共和党             | スティーヴン・B・パッカード                   |
| 15  | ルイス・A・ウィルツ               | 1877年 | 1880年 | 民主党             | フランシス・T・ニコルズ                       |
| 16  | サミュエル・D・マケネリー         | 1880年 | 1881年 | 民主党             | ルイス・A・ウィルツ                           |
| 17  | W・A・ロバートソン                | 1881年 | 1881年 | 民主党             | サミュエル・D・マケネリー                     |
| 18  | ジョージ・L・ウォルトン           | 1881年 | 1882年 | 民主党             | サミュエル・D・マケネリー                     |
| 19  | クレイ・ノーブロック              | 1884年 | 1888年 | 民主党             | サミュエル・D・マケネリー                     |
| 20  | ジェームズ・ジェフリーズ          | 1888年 | 1892年 | 民主党             | フランシス・T・ニコルズ                       |
| 21  | チャールズ・パーランジ            | 1892年 | 1893年 | 民主党             | マーフィー・J・フォスター                     |
| 22  | ハイラム・R・ロット               | 1893年 | 1895年 | 民主党             | マーフィー・J・フォスター                     |
| 23  | ロバート・H・スナイダー           | 1895年 | 1900年 | 民主党             | マーフィー・J・フォスター                     |
| 24  | アルバート・エストピナル          | 1900年 | 1904年 | 民主党             | ウィリアム・ライト・ハード                    |
| 25  | ジャレッド・Y・サンダース・シニア | 1904年 | 1908年 | 民主党             | ニュートン・C・ブランチャード                 |
| 26  | ポール・M・ランブルモン           | 1908年 | 1911年 | 民主党             | ジャレッド・Y・サンダース・シニア             |
| 27  | トーマス・C・バレット             | 1912年 | 1916年 | 民主党             | ルーサー・E・ホール                           |
| 28  | フェルナン・ムートン              | 1916年 | 1920年 | 民主党             | ラフィン・G・プレザント                       |
| 29  | ヒューイット・ブアンショード      | 1920年 | 1924年 | 民主党             | ジョン・M・パーカー                           |
| 30  | デロス・R・ジョンソン             | 1924年 | 1924年 | 民主党             | ジョン・M・パーカー                           |
| 31  | オラメル・H・シンプソン           | 1924年 | 1926年 | 民主党             | ヘンリー・L・フュークア                       |
| 32  | フィリップ・H・ギルバート         | 1926年 | 1928年 | 民主党             | オラメル・H・シンプソン                       |
| 33  | ポール・N・シア                   | 1928年 | 1931年 | 民主党             | ヒューイ・ロング                              |
| 34  | アルヴィン・オリン・キング        | 1931年 | 1932年 | 民主党             | ヒューイ・ロング                              |
| 35  | ジョン・B・フォーネット           | 1932年 | 1935年 | 民主党             | O・K・アレン                                  |
| 36  | トーマス・C・ウィンゲイト         | 1935年 | 1935年 | 民主党             | O・K・アレン                                  |
| 37  | ジェームズ・ノウ                  | 1935年 | 1936年 | 民主党             | O・K・アレン                                  |
| 38  | アール・K・ロング                 | 1936年 | 1939年 | 民主党             | リチャード・W・レッシュ                       |
| 39  | コールマン・リンジー              | 1939年 | 1940年 | 民主党             | アール・K・ロング                             |
| 40  | マーク・M・ムートン               | 1940年 | 1944年 | 民主党             | サム・H・ジョーンズ                           |
| 41  | J・エミール・ヴェレット           | 1944年 | 1948年 | 民主党             | ジミー・H・デイヴィス                         |
| 42  | ビル・ドッド                      | 1948年 | 1952年 | 民主党             | アール・K・ロング                             |
| 43  | C・E・バーハム                    | 1952年 | 1956年 | 民主党             | ロバート・F・ケノン                           |
| 44  | レザー・フレイザー                | 1956年 | 1960年 | 民主党             | アール・K・ロング                             |
| 45  | C・C・エイコック                  | 1960年 | 1972年 | 民主党             | ジミー・H・デイヴィス                         |
| 45  | C・C・エイコック                  | 1960年 | 1972年 | 民主党             | ジョン・J・マッキーゼン                       |
| 46  | ジミー・フィッツモリス            | 1972年 | 1980年 | 民主党             | エドウィン・エドワーズ                        |
| 47  | ロバート・フリーマン              | 1980年 | 1988年 | 民主党             | デイヴィッド・C・トリーン                     |
| 47  | ロバート・フリーマン              | 1980年 | 1988年 | 民主党             | エドウィン・エドワーズ                        |
| 48  | ポール・ハーディー                | 1988年 | 1992年 | 共和党             | バディ・ローマー（民主党、共和党）            |
| 49  | メリンダ・シュウェグマン          | 1992年 | 1996年 | 民主党             | エドウィン・エドワーズ                        |
| 50  | キャスリーン・ブランコ            | 1996年 | 2004年 | 民主党             | マーフィー・J・フォスター・ジュニア（共和党） |
| 51  | ミッチ・ランドルー                | 2004年 | 2010年 | 民主党             | キャスリーン・ブランコ（民主党）              |
| 51  | ミッチ・ランドルー                | 2004年 | 2010年 | 民主党             | ボビー・ジンダル（共和党）                    |
| 52  | スコット・エンジェル              | 2010年 | 2010年 | 民主党             | ボビー・ジンダル（共和党）                    |
| 52  | スコット・エンジェル              | 2010年 | 2010年 | 共和党             | ボビー・ジンダル（共和党）                    |
| 53  | ジェイ・ダーデン                  | 2010年 |        | 共和党             | ボビー・ジンダル                              |